# Chiesa di Santa Maria di Montesanto
La chiesa di Santa Maria di Montesanto e l'annesso monastero vennero costruiti a Napoli da una comunità di Carmelitani siciliani originari di Montesanto.

## Storia
La costruzione venne affidata all'architetto Pietro de Marino, ma i lavori vennero completati successivamente da Dionisio Lazzari, a cui si deve la cupola (1680). Gli stucchi della facciata, ricreati nel XIX secolo, sono di Angelo Viva e raffigurano la Madonna del Carmelo.

## Descrizione
L'interno ha una pianta a croce latina, a navata unica con quattro cappelle per lato. Sugli altari delle prime cappelle a sinistra e a destra sono collocate due tele di Paolo De Matteis, datate 1693, con L' Angelo Custode e  Il Miracolo di Sant'Antonio. Nella seconda cappella a sinistra è conservato un simulacro ligneo di San Ciro e il Ritratto funebre di Carlo Franchi, avvocato del foro napoletano durante il XVIII secolo. Nella terza a cappella destra vi sono due tele ottocentesche di ignota mano.
Nel braccio sinistro del transetto è collocato in una grande nicchia il Crocifisso tra la Madonna e San Giovanni, gruppo ligneo seicentesco di notevole qualità, tradizionalmente attribuito a Nicola Fumo, ma più probabilmente opera di Aniello Perrone, mentre in quello destro è posta una grande tela di Giovanni della Torre, seguace del Beinaschi, raffigurante La Sacra Famiglia davanti all'Eterno.
Un cenno a parte merita la terza cappella a sinistra, dedicata a Santa Cecilia, la quale è rappresentata nel dipinto centrale di Giuseppe Simonelli (ritoccato - secondo il De Dominici - da Luca Giordano) e nei due laterali di Giuseppe Castellano. A lungo fu affidata alle cure dei Maestri di Musica della Real Cappella Palatina ed è nota perché in essa sono sepolti Alessandro Scarlatti († 1725), Leonardo Leo († 1744), Pasquale Cafaro († 1787) ed altri musicisti della Real Cappella, come si legge dalla lapide marmorea sulla destra appostavi dal Cafaro nel 1777 .